# 阿德利娜·帕斯托尔
阿德利娜·帕斯托尔（羅馬尼亞語：Adelina Pastor，1993年5月5日—），罗马尼亚女子田径运动员，2012年世界室内田径锦标赛女子4×400米接力铜牌得主、2016年世界室内田径锦标赛女子4×400米接力铜牌得主。